# ヤン2世 (ポーランド王)
ヤン2世カジミェシュ・ヴァーザ（ポーランド語：Jan II Kazimierz Waza / リトアニア語：Jonas Kazimieras Vaza、1609年3月22日 - 1672年12月6日）は、ヴァーサ家出身のポーランド・リトアニア共和国の国王（在位：1648年 - 1668年）。ジグムント3世の4男、母はその2番目の妃コンスタンツェ・フォン・エスターライヒ。ヴワディスワフ4世の異母弟。シロンスクの小国オポーレ公国の統治者でもあり、1660年までは名目のみのスウェーデン王を称していた。
その治世は共和国の没落を決定づけた大洪水時代と呼ばれる時期にあたり、北のスウェーデン、東のロシア、南のトランシルヴァニア、西のブランデンブルクが次々に共和国に侵入して国土の大半を荒廃させ、国内貴族達の一部も侵略者に協力していた。1667年の最終的な解決までに、北部の封土プロイセン公国、ロシアの支援を受けた東南部のウクライナ・コサック国家の自立を認めることになり、侵略者達の領土的要求をのみ、長期にわたる戦乱で中央財政が回復不可能なまでに打撃を受けた結果、共和国は大国の地位から転落することになった。

## 国王称号
- ラテン語：Ioannes Casimirus, Dei Gratia rex Poloniae, magnus dux Lithuaniae, Russie, Prussiae, Masoviae, Samogitiae, Livoniae, Smolenscie, Severiae, Czernichoviaeque; nec non Suecorum, Gothorum, Vandalorumque haereditarius rex, etc.

- 「イオアンネス・カシミルス、神の恩寵によるポーランド王、リトアニア、ルテニア、プロシア、マゾヴィア、サモギティア、リヴォニア、スモレンスク、セヴェリア、チェルニフフの大公、またスウェーデン人、ゴート人、ヴァンダル人の世襲王」

## 生涯
父は血統上の権利からスウェーデン王位をも継承していたが、1599年にその叔父で同国の摂政で事実上の統治者だったカール9世に廃位された。このことはスウェーデン王家であるヴァーサ家出身のポーランド王達が長期にわたってスウェーデン王位を要求する事態を生み、1600年から1629年まで断続的に続くスウェーデン・ポーランド戦争に繋がった。ポーランドとスウェーデンは宗教上の相違から三十年戦争でも反対の陣営に加わったが、ポーランドが本格的な参戦を避けたために両国がこれを機会として戦うことはなかった。
ヤン・カジミェシュは生涯の半分以上を兄のヴワディスワフ4世の影に隠れて過ごした。彼は貴族仲間（シュラフタ）の間に友人がほとんどいなかったが、それは彼が母親の出身国オーストリアの文化に憧れを抱き、ポーランドのサルマティズム文化を無視・軽視していたことが原因だった。人望がなく、秘密主義で、贅沢なパーティーや宗教的な瞑想に時間を費やし、政治を嫌う彼はポーランド宮廷に強い勢力地盤も影響力も築くことはできなかった。一方で1633年にロシアと戦ったスモレンスク戦争では優れた軍事的才能を示した。
兄はヤンを又従妹のスウェーデン女王クリスティーナ、あるいはイタリアの王女と結婚させて、ポーランド宮廷に一定の居場所を与えてやろうとしたが、いずれも失敗に終わった。1635年、ヤンは外交使節としてウィーンを訪れた時、頼まれるままに神聖ローマ皇帝軍のフランス軍との戦闘に加わることになった。自分の指揮した部隊が打ち負かされた後、ヤンは1年間をウィーン宮廷で無為に過ごした。
翌1636年に共和国に戻ってきたヤンはグルデンターン男爵夫人という女性と恋に落ちたが、彼女との結婚は兄に禁じられ、代償として兄にクールラント公国の統治者に据えられかけたが、この計画は共和国の最高権力機関であるセイム（議会下院）によって拒否された。国内で地位を得るのを阻まれたヤンは1638年、スペインに行ってポルトガル副王を務めることになったが、旅の途中でフランス当局に捕縛され、フランス宰相リシュリュー枢機卿の命令で投獄された。2年後の1640年にスモレンスク県知事アレクサンデル・ゴシェフスキの外交努力で釈放されている。

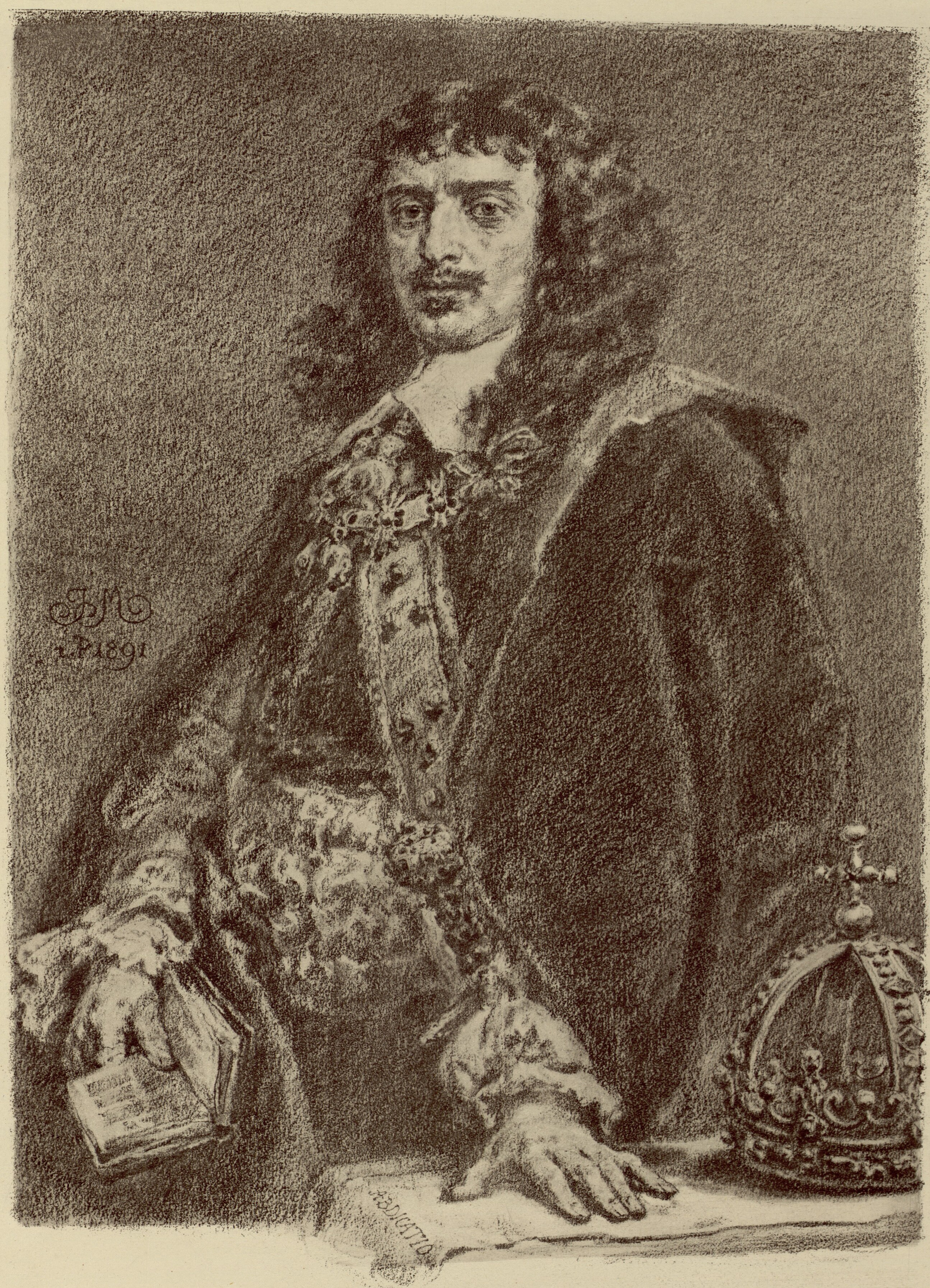
ヤン・マテイコによる肖像画

1641年、イエズス会の修道士となることを決意したヤンは、翌1642年にプファルツ＝ノイブルク公世子フィリップ・ヴィルヘルムと結婚するためドイツに赴く妹アンナに付き添って再び共和国を離れ、1643年にイエズス会に入ったが、兄が猛反対したことで共和国と教皇国との友好関係にはひびが入ることになった。ヤンは枢機卿となったが、1646年には聖職者としての生活が肌に合わないことに気付き共和国に帰った。
1647年10月に枢機卿の地位を捨ててからはポーランドの国王自由選挙に立候補する準備を始め、母方の親族であるハプスブルク家の援助を得ようと考え、オーストリアの大公女との結婚を模索した。1648年、ヤンは嫡男の無いまま崩御した兄の王位を継ぐべく国王選挙に立候補し、ボフダン・フメリニツキーの率いるウクライナ・コサックの反乱軍が国内を荒らしまわる中で国王に選出され、兄の未亡人ルドヴィーカ・マリア・ゴンザーガと結婚した。
ヤン2世の治世は最初から共和国に近隣諸国が攻め込んでくる時期（大洪水時代）に当たっており、コサックの反乱（フメリニツキーの乱）は一時的に収束したものの、1654年からはロシアに（ロシア・ポーランド戦争）、翌1655年からはスウェーデンに（北方戦争）それぞれ攻め込まれたが、この2国との対立は父と兄の野心的な対外政策への報復として起こったものだった。ポーランド領の大半をスウェーデン軍に占領されたヤン2世はシロンスクに亡命して共和国内の貴族達に抗戦を呼びかけていたが、1660年のスウェーデンとの講和であるオリヴァ条約では、スウェーデン王位に対する要求を放棄することとなり、リヴォニアと都市リガがスウェーデンの主権下に入ることも認めた。また、ブランデンブルク選帝侯が領する共和国の封土、プロイセン公国が独立することも認めさせられている。

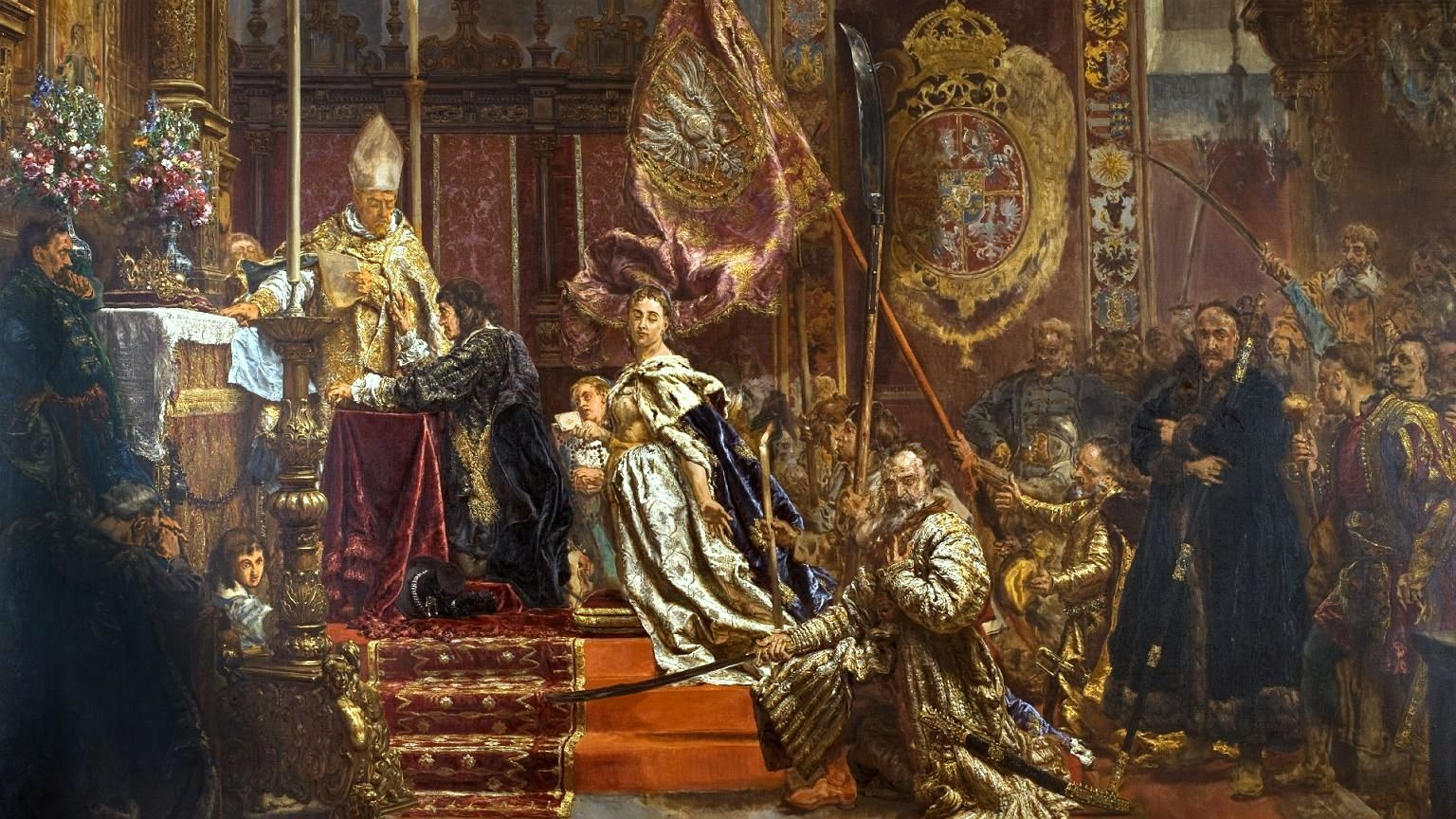
スウェーデン軍を撃退すること、農民たちに平穏無事な生活を送らせること、貴族たちの特権を尊重することを、ルヴフにて神と聖母マリアに誓うヤン2世カジミェシュ、1655年

ヤン2世は荒廃した国家を再建すべく動き、一部のマグナートの支持を受けて王権強化政策を模索していった。王妃ルドヴィーカ・マリアの協力を得てフランスのコンデ公ルイ2世を後継の国王に生前指名（ヴィヴェンテ・レゲ）することが国王の政策の主眼となったが、1665年にポーランド野戦ヘトマンのイェジ・セバスティアン・ルボミルスキがこれに反対して反乱を起こしたことで実現しなかった。1667年のロシアとの講和であるアンドルソヴォ条約では、1648年以降事実上の独立国家となっていたウクライナ・コサック国家に関して、左岸ウクライナ地域の主権を奪われた。同年、鬱病がちの国王を献身的に支えていたルドヴィーカ・マリアが亡くなり、ヤン2世は国内でますます孤立した。
1668年9月16日、ヤン2世はポーランド・リトアニア共和国の王位を退き、かつて2年間の幽閉生活を送ったフランスに移住した。彼は再びイエズス会に戻り、ヌヴェールにある聖マルタン修道院の修道院長として余生を送り、1672年に63歳で死去した。次の国王にはミハウ・コリブト・ヴィシニョヴィエツキが翌1669年に即位したが、僅か4年で没した後はヤン2世に取り立てられたポーランド軍司令官のヤン・ソビエスキが1674年にヤン3世として即位した。
ヤン2世の2人の子供達は幼くして亡くなり、兄弟姉妹も全員彼より先に死んだ上、いずれも嫡出子を残さなかったため、彼はボナ・スフォルツァの、ひいてはその祖父ナポリ王アルフォンソ2世の最後の直系子孫となった。このため、ブリエンヌ家の子孫が要求していたエルサレム王国の王位請求者の地位は、タルモンとタラントの公爵で、遠縁にあたるフランス貴族アンリ・ド・ラ・トレモイユに相続された（ナポリ王フェデリーコ1世の直系子孫）。

## パトロネジ

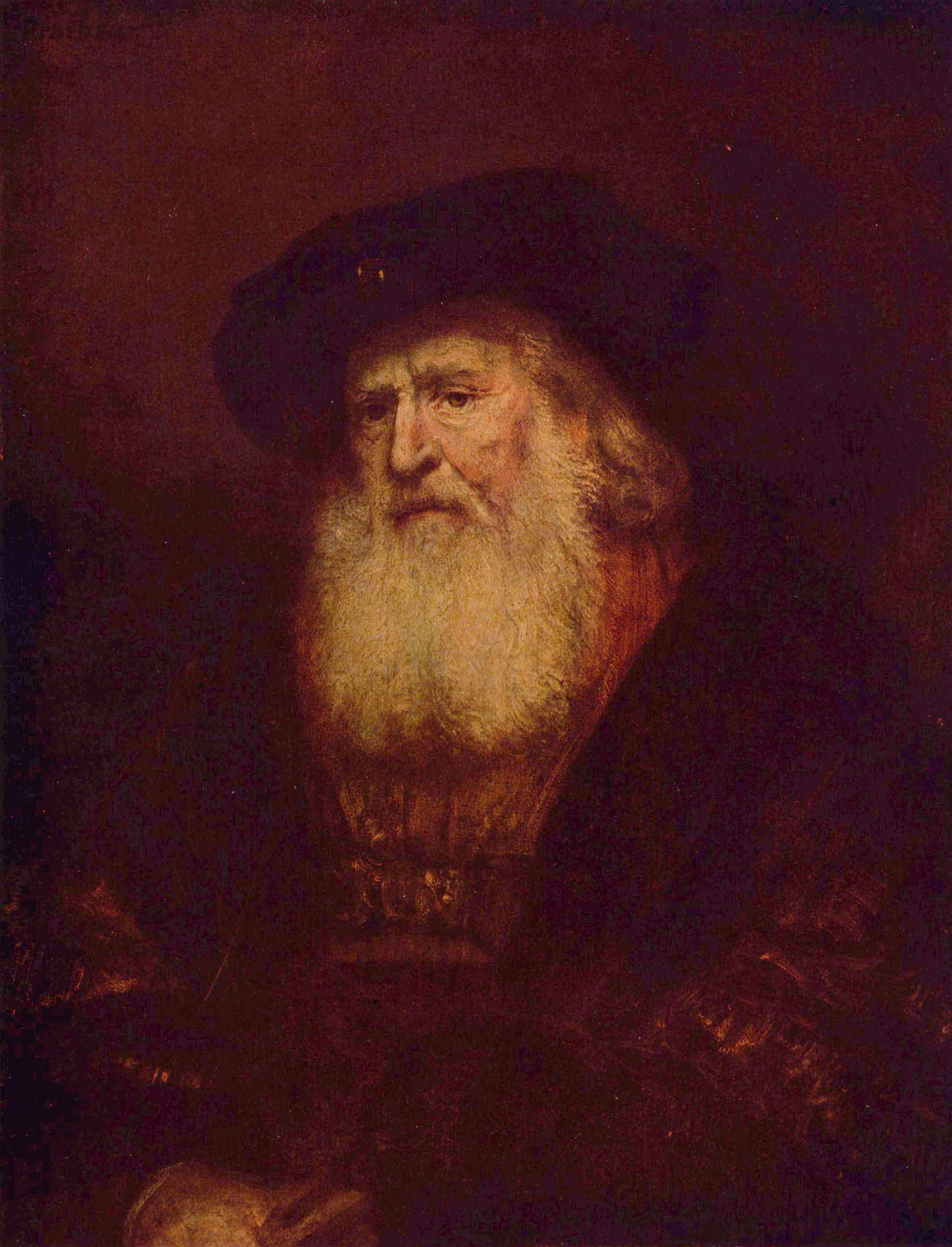
「黒いベレー帽を被り髭を生やした男の肖像」

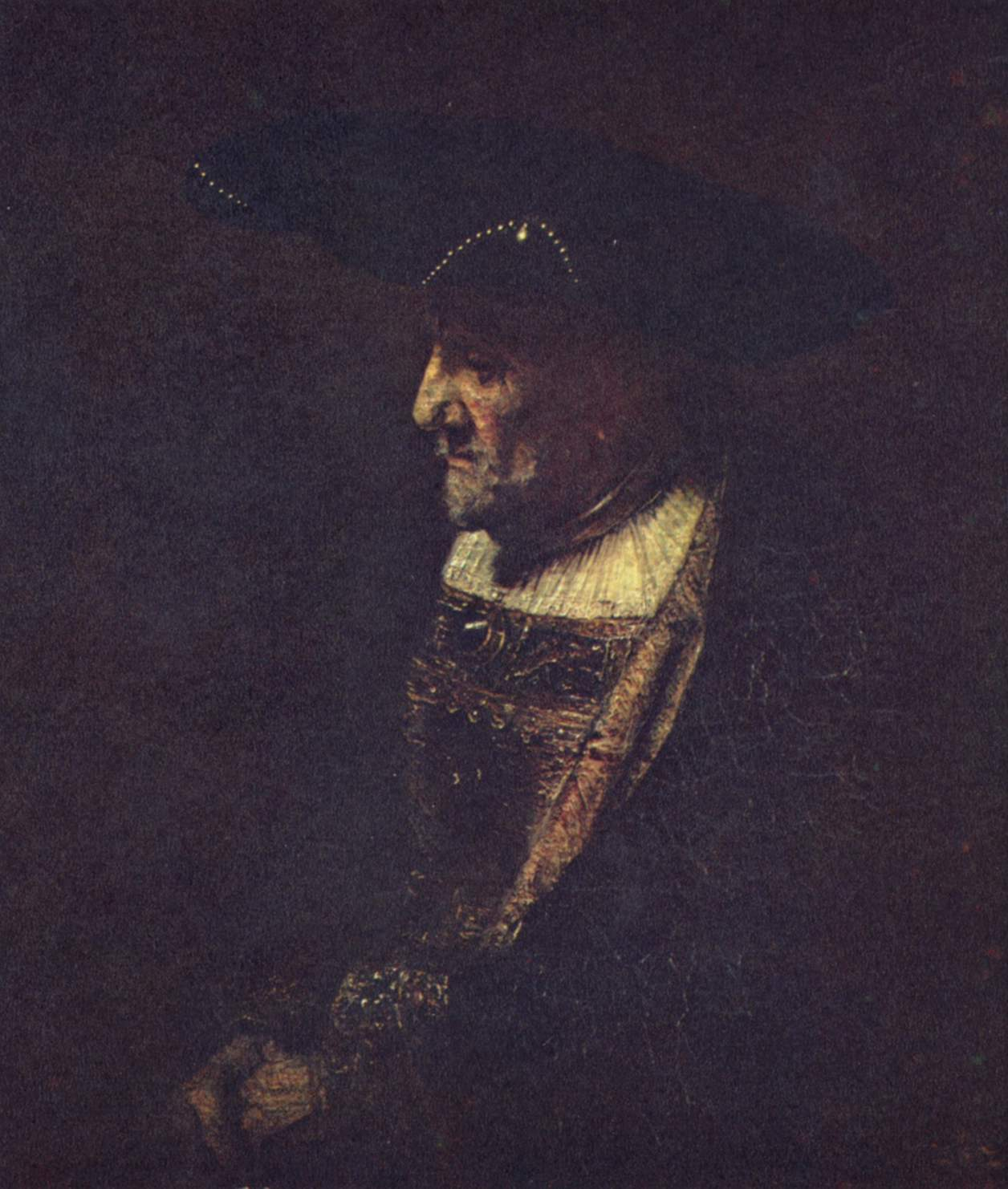
「真珠で飾った帽子を被る男の肖像」

ヴァーサ家のポーランド王達の美術コレクションは、大洪水時代の1650年代、ワルシャワで乱暴な掠奪行為を働いたスウェーデン人とブランデンブルクのドイツ人によって強奪された。ただし、グイド・レーニ画の「エウロパの掠奪」のような幾つかの美術品はオポーレに隠されて難を逃れている。
このコレクションの重要度を増したのは、ヤン2世によるオランダ絵画の熱心な収集と、ダニエル・シュルツに対する支援である。シュルツはクリミアの将軍でデデシュの息子で、1663年のロシアとの戦争での父の戦功への褒賞としてポーランド王室の鷹匠に取り立てられた人物を描いたことで知られている。国王のコレクションの大部分は、国情が落ち着きを取り戻した1660年代に収集されたもので、アムステルダムでの代理交渉人をヘンドリック・ファン・ユイレンブルフが、後にはその息子ゲーリット・ファン・ユイレンブルフが務め、買い取られていたのは主にオランダ絵画とレンブラントの作品であった。収集対象となった画家の中には、ピーテル・パウル・ルーベンス、ヤーコブ・ヨルダーンス、グイド・レーニ、グエルチーノ、ブリューゲル、ヤコポ・バッサーノなどがいた。
退位した際、ヤン2世は自分が所有する絵画作品の大半をフランスに持っていった。ワルシャワ王城に残されていたコレクションの残りは、大北方戦争の最中に略奪されたり、ザクセン選帝侯でもあった3代後のポーランド王アウグスト2世によって着服されたりした。後者の運命を辿った代表的な作品はレンブラントの「黒いベレー帽を被り髭を生やした男の肖像（ラビの肖像）」（1657年）と「真珠で飾った帽子を被る男の肖像」（1667年）などであり、両者は今日、ドイツ、ザクセン州のドレスデン国立美術館で見ることができる。

## ギャラリー

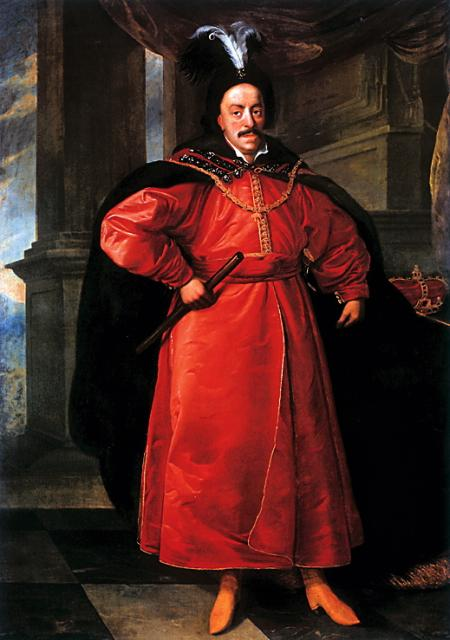
『ポーランド様式の服装をした国王の肖像』ダニエル・シュルツ画
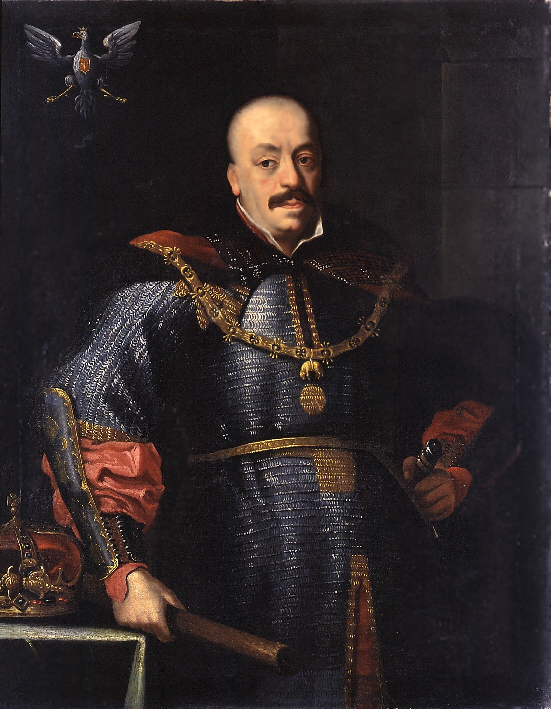
祝祭用のハウベルクを着たヤン・カジミェシュ
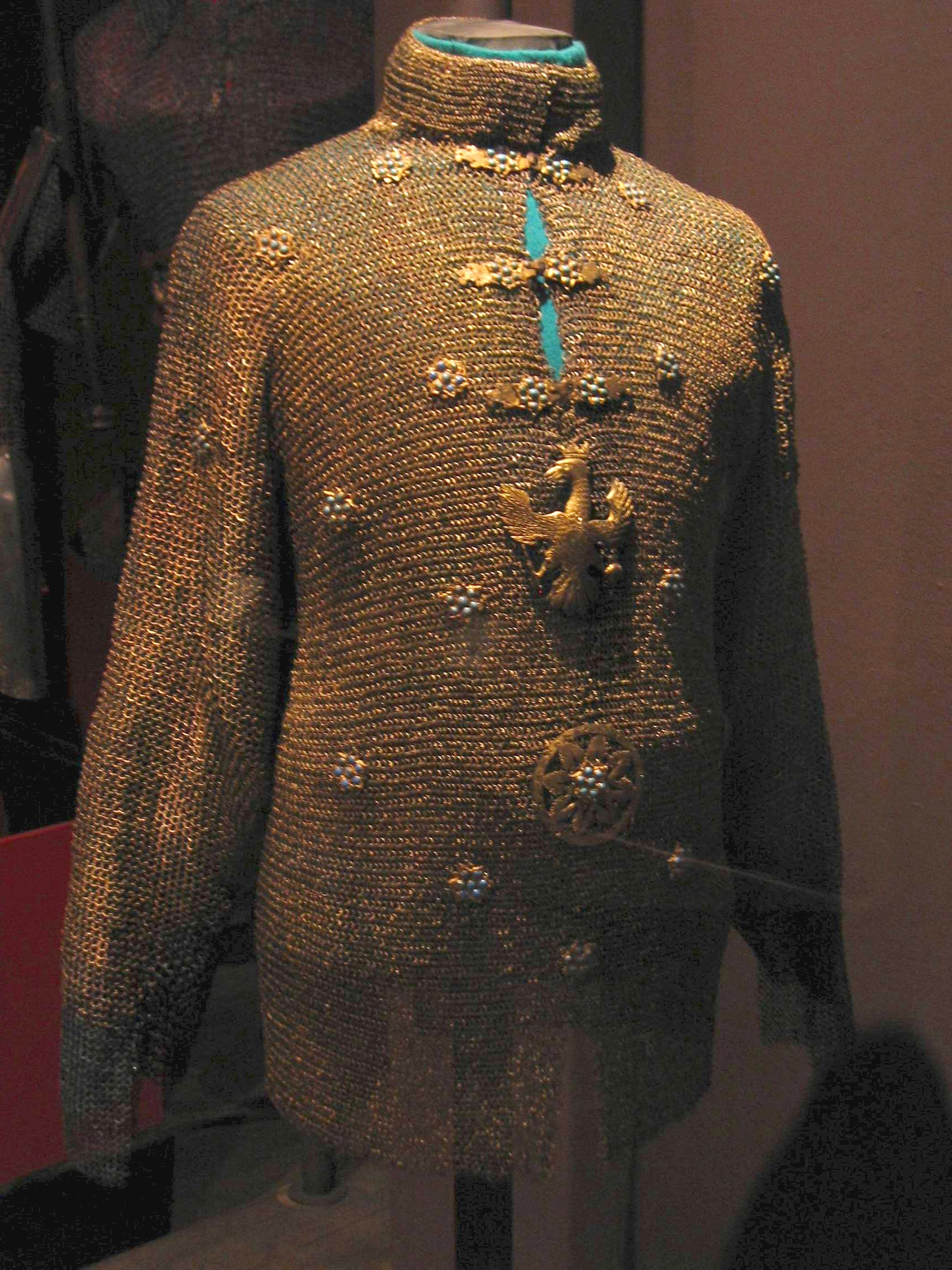
国王のトランシルヴァニア様式のハウベルク
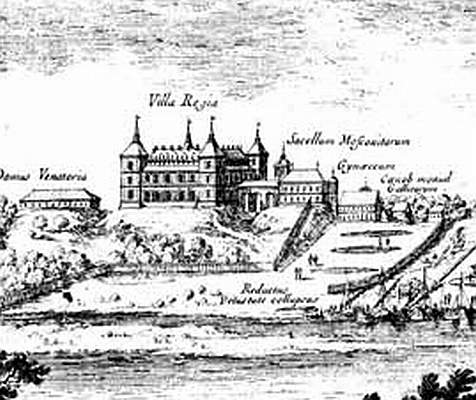
ワルシャワのカジミェシュ宮殿
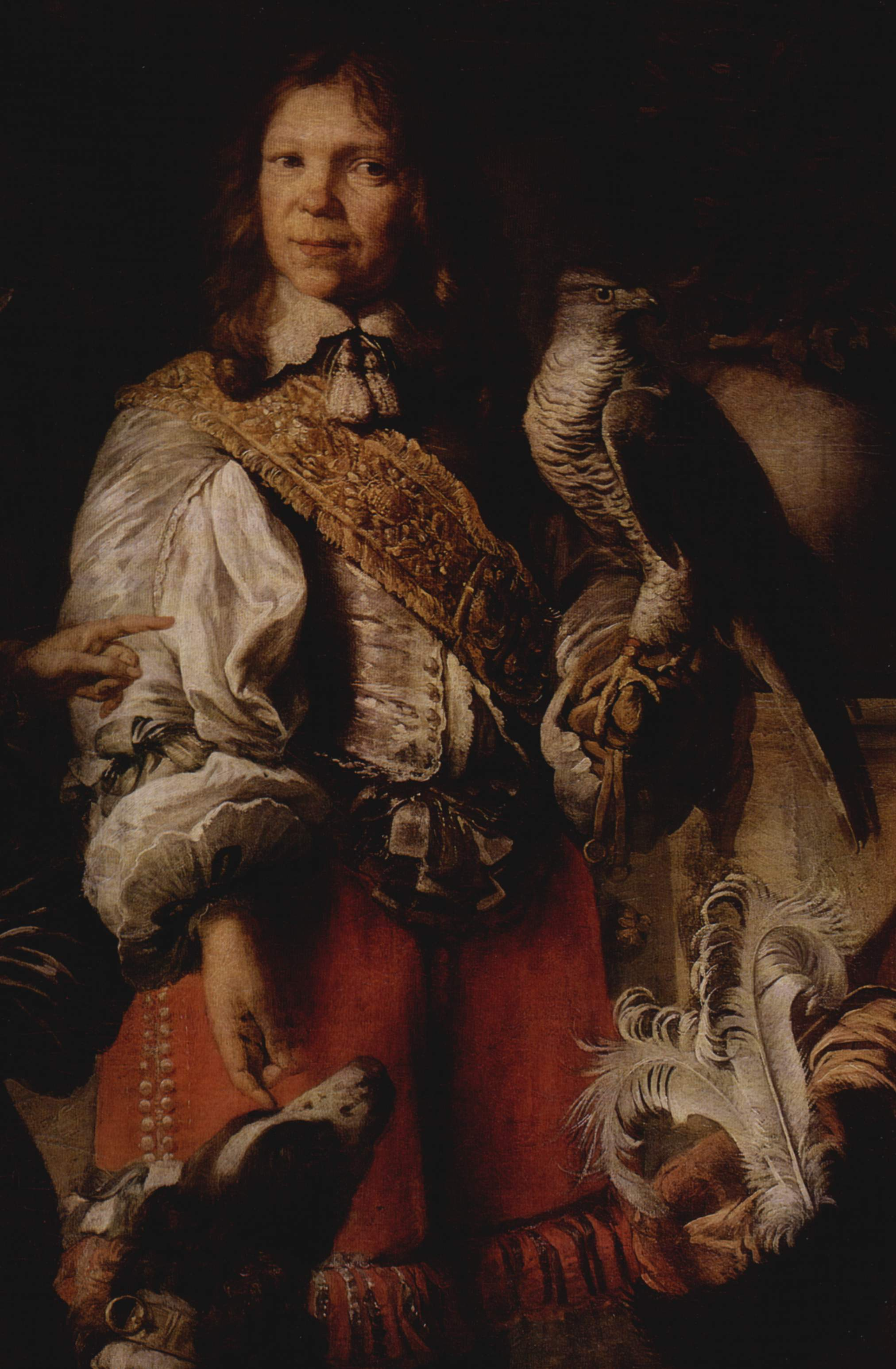
『ヤン2世カジミェシュに仕える鷹匠とその家族』（部分）ダニエル・シュルツ画
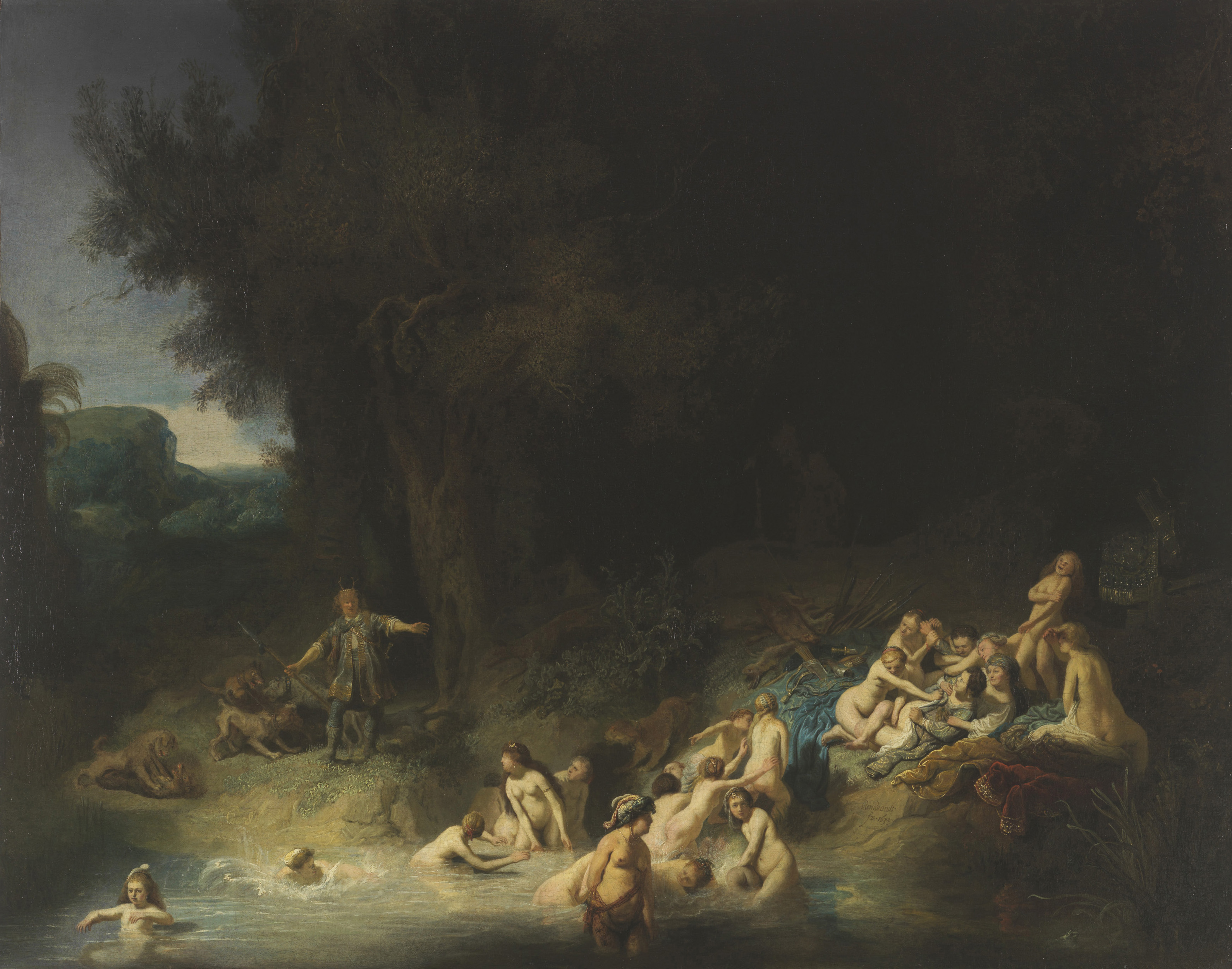
『アクタイオンとカリストのいるディアナとニンフの水浴』レンブラント画、国王のコレクション
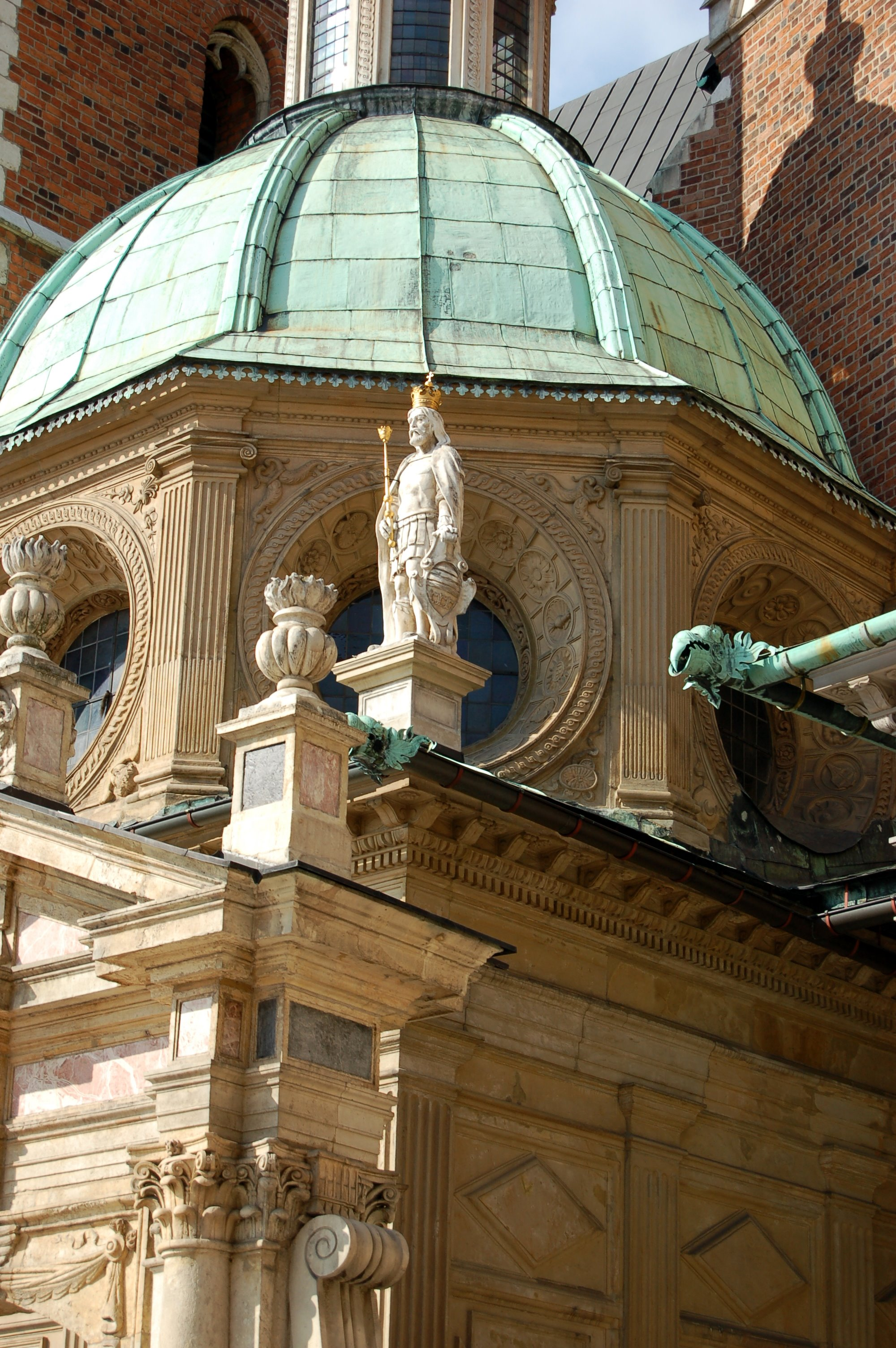
ヴァヴェル大聖堂内のヴァーサ礼拝堂、1664年に国王の命令で建てられた
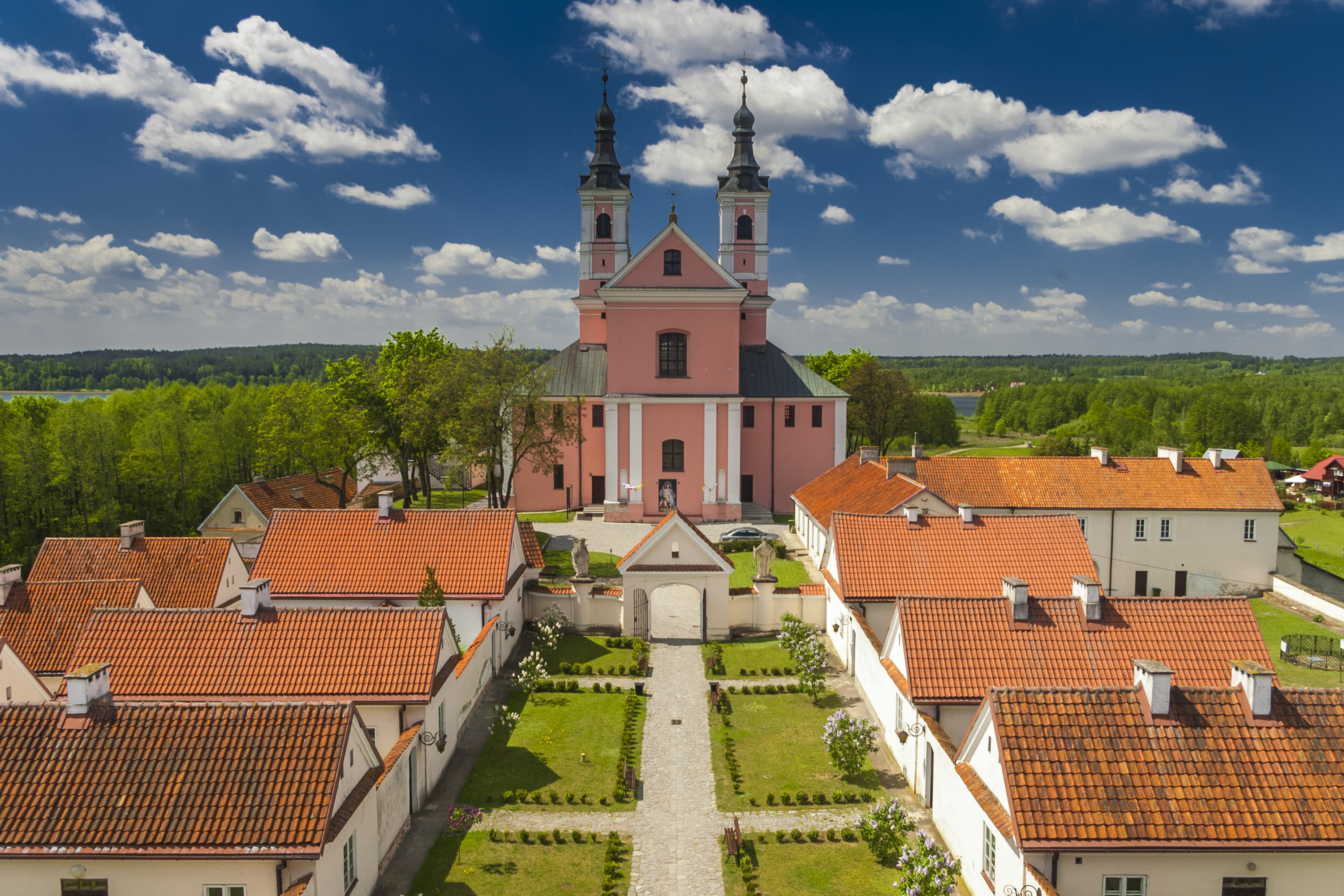
ヴィグリ湖畔のカマルドリ会修道院、1667年国王により建てられた